# Португалија на Зимским олимпијским играма 1994.
Португалији је ово било треће учешће на Зимским олимпијским играма. Делегацију Португалије на Зимским олимпијским играма 1994. у Лилехамеру у Норвешкој представљао је један алпски скијаш, који се такмичио у четири дисциплине тог спорта.
На свечаној церемонији отварања Олимпијских игара 1994. заставу Португалије носио је једини такмичар Жорж Мендес.
Португалија је остала у групи екипа које нису освајале медаље на Зимским олимпијским играма.

## Учесници по дисциплинама
| Спорт          | Мушкарци | Жене | Укупно |
| -------------- | -------- | ---- | ------ |
| Алпско скијање | 1        | 0    | 1      |
| Укупно(1)      | 1        | 0    | 1      |

## Алпско скијање

### Мушкарци
| Дисциплина  | Такмичар        | Резултати    | Резултати    | Резултати    | Резултати    | Резултати    | Детаљи |
| Дисциплина  | Такмичар        | 1. вожња     | 2. вожња     | Укупно       | Заостатак    | Пласман      | Детаљи |
| ----------- | --------------- | ------------ | ------------ | ------------ | ------------ | ------------ | ------ |
| Жорж Мендес | Спуст           |              |              | 1:49,20      |              |              |        |
| Жорж Мендес | 41 / 50 (55)    |              |              |              |              |              |        |
| Жорж Мендес | Супервелеслалом |              |              | Није завршио | Није завршио | Није завршио |        |
| Жорж Мендес | Велеслалом      | 1:35,94 (41) | 1:29.26 (33) | 3:05,20      | +13,84       | 32 / 34 (61) |        |
| Комбинација | Није завршио    | Није завршио | Није завршио | Није завршио | Није завршио |              |        |